# Lux
lux (symbol: lx) er SI-enheden for belysningsstyrke og måler lysflux per arealenhed. En lux kan skrives som 1 lumen per kvadratmeter.
I tabellen herunder følger en række eksempler på størrelsesordnen af lux:
| Eksempler              | Eksempler                                                   |
| ---------------------- | ----------------------------------------------------------- |
| Belysningsstyrke [lux] | Overflade belyst af                                         |
| 0,0001                 | Overskyet aftenhimmel ved nymåne                            |
| 1                      | Almindeligt stearinlys (1 candela) i cirka 1 meters afstand |
| 3,4                    | Den mørke grænse for borgerligt tusmørke under klar himmel  |
| 100                    | Meget mørke overskyet dag                                   |
| 1000                   | Overskyet dag, Typisk TV studie-belysning                   |
| 10.000-25.000          | Fuldt dagslys (ikke direkte)                                |
| 32.000-100.000         | Direkte sollys                                              |

## Referenceliste
1. 1 2 3 4 5  Schlyter, Paul (1997–2009). "Radiometry and photometry in astronomy". Arkiveret fra originalen d. 7/12 2013.

| Fysik | Spire Denne artikel om fysik er en spire som bør udbygges. Du er velkommen til at hjælpe Wikipedia ved at udvide den. |